# جاده ئی۲۱ اروپا
جاده ئی۲۱ اروپا (به انگلیسی: European route E21) یکی از جاده‌های اصلی قاره اروپا است.
این جاده که از شهر متز (فرانسه) شروع شده، در شهر ژنو (سوئیس) به پایان میرسد و ۴۵۸ کیلومتر مسافت دارد.